# Adam Bargielski
Adam Bargielski (ur. 7 stycznia 1903 w Kalinowie, zm. 8 września 1942 w Dachau) – polski duchowny katolicki, wikariusz parafii Myszyniec, męczennik i błogosławiony Kościoła rzymskokatolickiego.

## Życiorys
Był synem rolników Franciszka i Franciszki z domu Jankowskiej. W latach 1915–1924 uczęszczał do Gimnazjum Handlowego im. Tadeusza Kościuszki w Łomży. Później wstąpił do Szkoły Podchorążych Piechoty w Ostrowi Mazowieckiej, ale już w 1925 rozpoczął studia w Wyższym Seminarium Duchownym w Łomży. 24 lutego 1929 z rąk biskupa łomżyńskiego Stanisława Kostki Łukomskiego przyjął święcenia kapłańskie. Między marcem a wrześniem 1929 był wikariuszem w parafii św. Wojciecha w Poznaniu. W październiku 1929 został wysłany na studia prawnicze do Francji. Najpierw przez krótki czas pełnił funkcję kapelana sióstr polskich w Bischwiller. Od listopada 1929 studiował w College Universitarie des Cleres Entranges przy Uniwersytecie Strasburskim. Zaczął studia na Wydziale Prawa Kanonicznego. W 1931 wrócił do Polski i pracował w parafiach: Puchały (1931–1932), Suwałki (1932–1936), Łabno (1936–1937), Kadzidło (1937–1938), Bronowo (1938), Wąsosz (1938), Myszyniec (1939–1940).
W czasie pracy w Myszyńcu zajmował się Akcją Katolicką i pracował z młodzieżą.
9 kwietnia 1940 zgłosił się do Gestapo z prośbą, by mógł zastąpić w więzieniu aresztowanego tego samego dnia 83-letniego proboszcza Klemensa Sawickiego. Ks. Bargielskiego skierowano początkowo prawdopodobnie do więzienia w Ostrołęce, potem do hitlerowskiego obozu koncentracyjnego Soldau (KL) w Działdowie. 25 kwietnia 1940 trafił do Mauthausen-Gusen, a miesiąc później Dachau, gdzie zarejestrowano go jako numer 4860, później 22061. Umieszczono go w bloku 30/3. Zawsze niósł pomoc współwięźniom, a prześladowania nie wpłynęły na jego głęboki spokój. Zmarł na skutek upadku spowodowanego uderzeniem od strażnika obozu. W karcie zgonu wysłanej do rodziny jako przyczynę śmierci podano udar mózgu.

## Beatyfikacja
Beatyfikował go papież Jan Paweł II w Warszawie 13 czerwca 1999 w grupie 108 polskich męczenników z II wojny światowej wspominanych 12 czerwca.
Kościół rzymskokatolicki wspomina go 8 września.

## Upamiętnienie
W myszynieckiej bazylice od 1984 znajduje się tablica mu poświęcona. Umieszczono na niej napis: „Nikt nie ma większej miłości / od tej, gdy ktoś życie swoje / oddaje za przyjaciół swoich” / (J 15, 13). / Ś P Księdzu Adamowi Bargielskiemu / wikariuszowi parafii myszynieckiej / ofierze zastępczej za swego Proboszcza / księdza Klemensa Sawickiego / aresztowanemu 9.IV.1940, zamordowanemu / w obozie koncentracyjnym w Dachau / dnia 8.IX.1942 r. nr obozowy 22061 / R. i. P. / bp Edward Samsel / ks. Zdzisław Mikołajczyk, proboszcz / księża wikariusze. Upamiętnienie powstało w wyniku próśb wiernych.
Od 2005 jest patronem Zespołu Szkół Powiatowych w Myszyńcu. W szkole zawieszono tablicę mu poświęconą z portretem kapłana i napisem Wychowawca młodzieży / męczennik.
W 2016 Związek Kurpiów apelował o nazwanie ulic we wsiach i miastach na terenie regionu nazwiskami ważnych dla Kurpiów postaci historycznych, wśród nich Bargielskiego. W Myszyńcu jego imieniem nazwano jedną z ulic w pobliżu kościoła.